# Metrisk tid
Metrisk tid er målingen af tidintervaller ved brug af det metersystemet, som definerer et sekund som grundenheden for tid og multiple og submultiple enheder dannes med metriske præfikser, såsom kilosekunder og millisekunder. Det definerer ikke tiden på dagen, da dette er defineret af forskellige tidsskalaer, som kan baseres på den metriske definition af sekundet. Andre tidsenheder, minut, time og dag, godtages til anvendelse i det moderne metriske system, men er ikke en del af det.

## Historie
Da det metriske system blev introduceret i Frankrig i 1795, inkluderede det enheder for længde, areal, volumen, flydende kapacitet, masse og valuta, men ikke for tid. Decimaltid for dagen var blevet introduceret i Frankrig to år tidligere, men var blevet tilsidesat samme tid, som det metriske system blev indviet, og fulgte ikke det metriske mønster for en grundenhed med tilhørende præfikser. James Clerk Maxwell og Elihu Thomson (gennem British Association for the Advancement of Science – BAAS) introducerede CGS-systemet (centimeter gram sekund) i 1874 for at udlede elektriske og magnetiske metriske enheder som følge af anbefalinger fra Carl Friedrich Gauss i 1832.
Ephemeridsekundet (defineret som 1/86400 af en middel soldag) blev en af de oprindelige grundenheder i det moderne metriske system ved den tiende CGPM (Generel Konference for Mål og Vægt) i 1954. SI-sekundet blev senere omdefineret mere præcist som varigheden af 9.192.631.770 perioder af stråling svarende til overgangen mellem to hyperfine niveauer af grundtilstanden af et cæsium-133-atom.